# Henry Brandon
Henry Brandon, född Heinrich von Kleinbach 8 juni 1912 i Berlin i Kejsardömet Tyskland (nuvarande Tyskland), död 15 februari 1990 i Los Angeles, var en tyskfödd amerikansk skådespelare.
Han fick ofta spela skurkar och är mest känd för sin medverkan i filmer som Förföljaren och Två red tillsammans.

## Biografi
Brandon och hans familj flyttade till USA redan när han var spädbarn.
Han gjorde debut som filmskådespelare 1932. Han upptäcktes sedan av Hal Roach och fick som 22-åring rollen som skurken Barnaby i komikerduon Helan och Halvans film Det var två glada gesäller 1934, där han krediterades under namnet Henry Kleinbach. Efter 1936 bytte han namn till Henry Brandon och kom att behålla namnet fram till sin död 1990.

## Filmografi (i urval)
- 1934 – Det var två glada gesäller
- 1937 – Marie Walewska
- 1941 – Skogarnas dotter
- 1948 – Jeanne d'Arc
- 1948 – Blekansiktet
- 1953 – Världarnas krig
- 1954 – Kanske en Casanova
- 1954 – Vera Cruz
- 1956 – Förföljaren
- 1956 – De tio budorden
- 1958 – Min fantastiska tant
- 1961 – Två red tillsammans
- 1976 – Attack mot polisstation 13
- 1983 – Att vara eller inte vara eller Det våras för Hamlet[3]